# Park Jae-myong
Park Jae-myong (kor. 박재명; * 15. Dezember 1981) ist ein ehemaliger südkoreanischer Leichtathlet, der sich auf den Speerwurf spezialisiert hat.

## Sportliche Laufbahn
Erste internationale Erfahrungen sammelte Park Jae-myong im Jahr 1999, als er bei den Juniorenasienmeisterschaften in Singapur mit einer Weite von 68,05 m die Bronzemedaille gewann. Auch bei den Juniorenweltmeisterschaften im Jahr darauf in Santiago de Chile gewann er mit 72,36 m die Bronzemedaille. 2001 belegte er bei den Ostasienspielen in Osaka mit 71,44 m den vierten Platz und anschließend schied er bei der Sommer-Universiade in Peking mit 69,83 m in der Qualifikation aus. 2002 gewann er bei den Asienmeisterschaften in Colombo mit einem Wurf auf 79,22 m die Bronzemedaille hinter dem Chinesen Li Rongxiang und Sergey Voynov aus Usbekistan. Anschließend nahm er erstmals an den Asienspielen im heimischen Busan teil und klassierte sich dort mit 78,27 m auf dem vierten Platz. 
2003 belegte er bei den Studentenweltspielen in Daegu mit 74,72 m den vierten Platz und erreichte daraufhin bei den Asienmeisterschaften in Manila mit 74,37 m ebenfalls Rang vier, ehe er bei den Afro-Asiatischen Spielen in Hyderabad mit 73,10 m auf dem fünften Platz landete. Im Jahr darauf stellte er in Wellington mit 83,99 m einen neuen Landesrekord auf und qualifizierte sich damit für die Teilnahme an den Olympischen Spielen in Athen, bei denen er mit 72,70 m aber nicht bis in das Finale. 2006 nahm er erneut an den Asienspielen in Doha teil und siegte dort mit einer Weite von 79,30 m. 
2007 gewann er bei den Asienmeisterschaften in Amman mit 75,77 m die Silbermedaille hinter dem Chinesen Chen Qi. Im Jahr darauf nahm er erneut an den Olympischen Spielen in Peking teil, schied dort aber mit 76,63 m erneut in der Qualifikation aus. 2009 gewann er bei der Sommer-Universiade in Belgrad mit 79,29 m die Bronzemedaille hinter dem Letten Ainārs Kovals und Stuart Farquhar aus Neuseeland. Anschließend schied er bei den Weltmeisterschaften in Berlin mit 78,16 m in der Qualifikation aus. Im Jahr darauf gewann er bei seinen dritten Asienspielen in Guangzhou mit 79,92 m die Silbermedaille hinter dem Japaner Yukifumi Murakami. Bei den Leichtathletik-Asienmeisterschaften 2011 in Kōbe gewann er dann mit 80,19 m die Silbermedaille hinter Murakami und 2014 wurde er bei den Asienspielen in Incheon mit 74,68 m Achter. 2017 bestritt er in Cheongju seinen letzten Wettkampf und beendete damit seine aktive sportliche Karriere im Alter von 35 Jahren.
In den Jahren von 2002 bis 2004 und von 2006 bis 2009 wurde Park südkoreanischer Meister im Speerwurf.